# Cayaponia longiloba
Cayaponia longiloba là một loài thực vật có hoa trong họ Cucurbitaceae. Loài này được A.K.Monro mô tả khoa học đầu tiên năm 1996.